# IC 5282
IC 5282 је спирална галаксија у сазвјежђу Пегаз која се налази на листи објеката дубоког неба у Индекс каталогу.
Деклинација објекта је + 21° 52' 28" а ректасцензија 23h 2m 48,2s. Привидна величина (магнитуда) објекта IC 5282 износи 14,4 а фотографска магнитуда 15,0. Налази се на удаљености од 88,174 милиона парсека од Сунца. IC 5282 је још познат и под ознакама UGC 12325, MCG 4-54-19, CGCG 475-24, PGC 70323.